# Abdou Sall
Abdou Ahmed Sall (* 1. November 1980 in Dakar) ist ein ehemaliger senegalesischer Fußballspieler mit senegalesischer und  französischer Staatsbürgerschaft.
Sall, der in Frankreich aufwuchs, spielte ab 2001 in England für die viert- bzw. fünftklassigen Vereine Oxford United, Kidderminster Harriers, Nuneaton Borough und Forest Green Rovers. Im Sommer 2006 wechselte der Innenverteidiger zum FC St. Pauli nach Deutschland in die Regionalliga. Direkt nach dem Wechsel erlitt Sall einen Teilabriss der Achillessehne. Nach einer mehrmonatigen Rehabilitation riss eine Oberschenkelsehne. Ohne ein einziges Spiel für die erste Mannschaft des FC St. Pauli absolviert zu haben, stieg Sall mit dieser 2007 in die Zweite Bundesliga auf. Trotz der Verletzungen erhielt er einen neuen Vertrag für die 2. Liga. Sein erstes Zweitligaspiel für St. Pauli bestritt Sall am 20. März 2008 am Millerntor. Er bestritt noch einen zweiten Kurzeinsatz, erhielt aber keinen neuen Vertrag für die Saison 2008/09. In der Winterpause der Saison 2009/2010 unterschrieb Sall beim Hamburger Oberligisten Altona 93 einen neuen Vertrag. Nachdem dieser im Sommer 2011 nicht verlängert worden war, beendete Sall seine Karriere. Im November 2011 gab er sein Comeback bekannt und unterschrieb beim FC Sylt. Nach der laufenden Saison 2011/12 beendete er aber endgültig seine Karriere.